# Varnhems socken
Varnhems socken i Västergötland ingick i Valle härad, ingår sedan 1971 i Skara kommun och motsvarar från 2016 Varnhems distrikt.
Socknens areal är 27,57 kvadratkilometer varav 27,37 land. År 2000 fanns här 1 157 invånare. En del av tätorten Varnhem med Varnhems kloster och sockenkyrkan Varnhems klosterkyrka ligger i socknen.

## Administrativ historik
Socknen har medeltida ursprung. Namnet var före 1937 Skarke socken.
Vid kommunreformen 1862 övergick socknens ansvar för de kyrkliga frågorna till Varnhems församling och för de borgerliga frågorna bildades Skarke landskommun. Landskommunen uppgick 1952 i Valle landskommun som 1971 uppgick i Skara kommun. Församlingen utökades 2006 och uppgick 2018 i Valle församling.
1 januari 2016 inrättades distriktet Varnhem, med samma omfattning som församlingen hade 1999/2000.  
Socknen har tillhört län, fögderier, tingslag och domsagor enligt vad som beskrivs i artikeln Valle härad. De indelta soldaterna tillhörde Skaraborgs regemente, Höjentorps kompani och Västgöta regemente, Gudhems kompani.

## Geografi
Varnhems socken ligger öster om Skara och väster om Billingen. Socknen är skogsbygd vid och på berget och är i övrigt en odlingsbygd med inslag av skog.

## Fornlämningar
Två gånggrifter och två hällkistor från stenåldern är funna. Från bronsåldern finns gravar, stensättningar och skärvstenshögar. Från järnåldern finns fem gravfält, en storhög och stensättningar. En runristning har påträffats.

## Namnet
Namnet skrevs 1243 Warnem och kommer från klostret grundat omkring 1150 som i sin tur fått det av en by. Efterleden är hem, 'boplats; gård'. Förleden innehåller varn/värn, värn, försvar, skydd; befästning, mur'.